# Райони М'янми
Район (бірм. ခရိုင်) — адміністративна одиниця 2 рівня М'янми. Області і штати діляться на райони (kayaing), які в свою чергу складаються з міст (мьо) і сільських волостей (мьоне; township/subdistrict). Міста діляться на міські квартали (якве), волості — на групи сіл (чейюа).
На 2007 рік, існувало 67 районів.